# Кен Зурайда
Кен Зурайда (индон. Ken Zuraida; 15 мая 1954, Салатига — 9 августа  2021, Джакарта) — индонезийская актриса, режиссёр, хореограф. Третья супруга Рендры. Полное имя Кен Зурайда бинти Эди Суарди.

## Краткая биография
Окончила Университет Паджаджаран в Бандунге (1973) и Академию изобразительных искусств в Джокьякарте (1974). В театре Рендры «Театральная мастерская» (Bengkel Teater) c 1974. После смерти Рендры, ставшем в 1976 ее мужем, возглавила в 2009 театр

## Творчество
В 1975 играла в постановке «Эгмонт», в 1986 — в пьесе «Ресо». В 1990 выступила в качестве художественного оформителя постановки «Гамлета», в 1994 осуществила хореографическую постановку «Ноктюрн», в которой танцевала заглавную роль.
В 1987—1988 вместе с труппой театра выступала в Нью-Йорке, Токио, Хиросиме а также Квачхоне (Южная Корея), в 2002 участвовала в поэтическом турне вместе с Рендрой в Голландии, Германии, Австрии, Палестине, Марокко, Малайзии. В 2005 поставила пьесы «Царь Эдип» и «Брат» Путу Виджаи, в 2006 — пьесы «Золотая карета» и «Ньяи Онтосоро», в 2011 — пьесы Рендры «Мастодонт» и «Кондор», в 2014 — пьесу собственного сочинения «Жемчужное ожерелье».
Снялась в двух фильмах: «Пятеро» (Lima, 2018) и «Шум» (Riuh, 2020).